# Lewinia striata
Il rallo pettoblu, rallo pettoardesia o rallo striato pettoardesia (Lewinia striata Linnaeus, 1766) è un uccello della famiglia dei Rallidi originario della regione orientale.

## Tassonomia
Attualmente vengono riconosciute sei sottospecie di rallo pettoblu:
- L. s. albiventer (Swainson, 1838) (da India e Sri Lanka fino a Cina meridionale e Thailandia);
- L. s. obscurior (Hume, 1874) (isole Andamane e Nicobare);
- L. s. jouyi (Stejneger, 1887) (Cina sud-orientale e Hainan);
- L. s. taiwana (Yamashina, 1932) (Taiwan);
- L. s. gularis (Horsfield, 1821) (Malaysia, Indocina, Sumatra, Giava e regioni meridionali del Borneo);
- L. s. striata (Linnaeus, 1766) (regioni settentrionali del Borneo, Filippine e Sulawesi).

## Descrizione
Il rallo pettoblu è un rallo di medie dimensioni (27 cm), dal corpo ricoperto quasi interamente da strisce. La sommità del capo e la parte posteriore del collo sono castane, mentre la parte anteriore di quest'ultimo e il petto sono di colore blu-ardesia. Le regioni superiori, marroni, sono marezzate di bianco. La regione che va dalla parte bassa del petto al sottocoda è ricoperta da strisce bianche e nere. Il becco, di colore rosso, è abbastanza lungo e robusto, e incurvato verso il basso. Le zampe sono grigie. I sessi sono simili, ma la femmina presenta la zona centrale del petto di colore bianco immacolato. I giovani sono ricoperti da strisce marroni.
Il richiamo è costituito da uno stridulo gelek, ripetuto più volte.

## Distribuzione e habitat
Il rallo pettoblu occupa un vasto areale, che comprende gran parte del subcontinente indiano, l'Assam, il Bangladesh e lo Sri Lanka. Si incontra anche in Cina e nel Sud-est asiatico.
Predilige le zone di fitta vegetazione nei pressi delle paludi di acqua dolce e le boscaglie adiacenti.

## Biologia
Il rallo pettoblu è un uccello estremamente timido e dalle abitudini prevalentemente crepuscolari. Si nutre di insetti e semi.
Il nido, ben nascosto, viene costruito sul terreno. Nelle regioni occidentali dell'areale, nella zona di Dehradun, nelle colline ai piedi dell'Himalaya, la specie è stata vista nidificare in luglio.